# Westward Ho!
Westward Ho! est une ville balnéaire anglaise, située près de Bideford dans le Devon. L'A39 la relie aux villes de Barnstaple, Bideford et Bude. Westward Ho! se trouve à l'extrémité sud de Northam Burrows, et fait face à la baie de Bideford à l'ouest, à l'opposé de Saunton Sands (en) et Braunton Burrows. La population comptait 3 743 habitants en 2021.

## Nom
Le nom de la ville vient du titre du roman de Charles Kingsley Westward Ho!. Le point d'exclamation fait donc intentionnellement partie du nom de la ville. C'est le seul nom de ville au Royaume-Uni à comporter un point d'exclamation. Saint-Louis-du-Ha! Ha! tient la même place au Québec, étant la seule ville canadienne dans ce cas.

## Développement
Des dépôts de coquillages et une forêt fossilisée datant du mésolithique ont été extraits des falaises de Westward Ho!.
La ville est devenue plus résidentielle au fur et à mesure que les camps de vacances fermaient et que les maisons et appartements étaient érigés. Un ancien camp assez célèbre étaient Torville Camp. Les deux camps majeurs encore en activité sont Surfbay Holiday Park et Braddicks Holiday Centre.

## Géographie

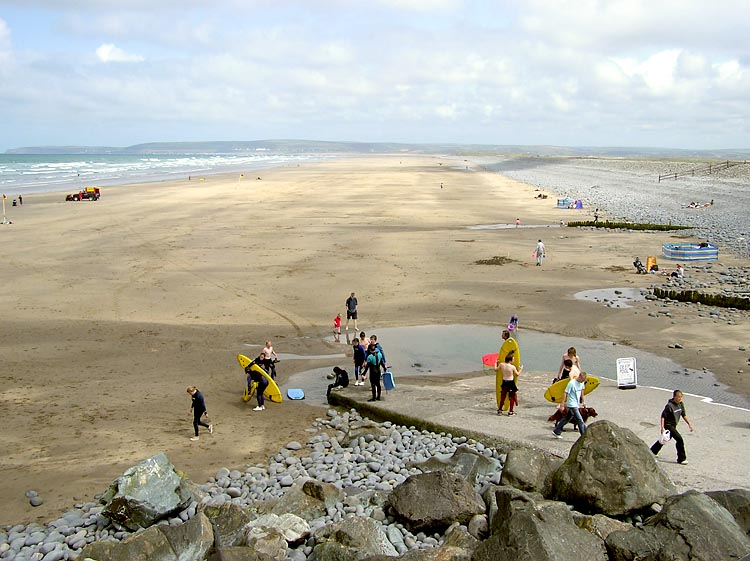
La plage de Westward Ho!, vers le nord et les estuaires de Taw et de Torridge

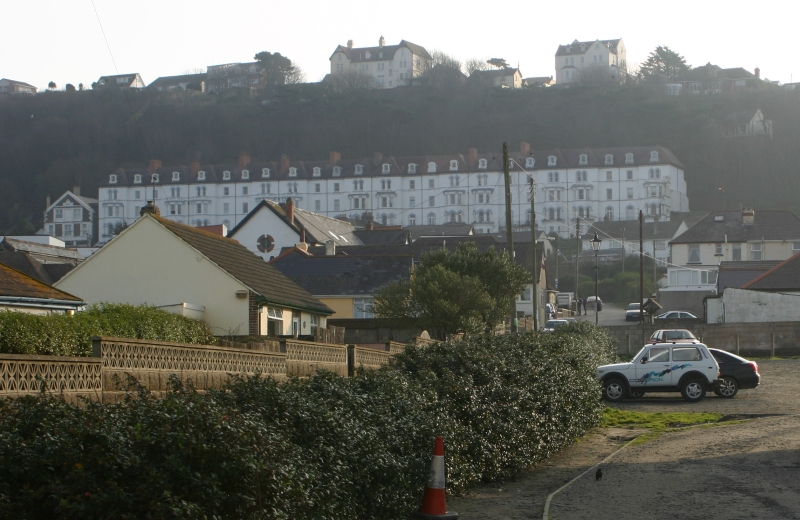
La vue vers l'intérieur des terres

Westward Ho! est connue pour ses vagues favorables au surf et la longue plage de sable au-delà d'une arête de cailloux qui s'étend sur environ 4 km. Elle est aussi réputée pour son golf, le Royal North Devon Golf Club (en), le plus ancien terrain de golf d'Angleterre et du Pays de Galles. 
La ville possède deux églises, une Baptiste et une de la Sainte Trinité.

## Transport
Une voie de chemin de fer a desservi Westward Ho! de 1901 à 1917. La voie de Bideford, Westward Ho! et Appledore Railway reliait ces villes, sans être connectée au reste du réseau ferré, toutefois il y avait (et a encore pendant les mois d'été) un ferry qui reliait Appledore à Instow, elle-même liée au reste du réseau. La voie sert désormais de chemin de randonnée. 

## Personnalités de la ville
- Rudyard Kipling a passé plusieurs années de son enfance à Westward Ho!, où il suivit les cours du United Services College (en) (plus tard fusionné avec Haileybury College (en), dans le Hertfordshire). Son recueil de nouvelles Stalky & Co. (1899) s'inspire de sa vie au collège.
- George Neville Watson (1886-1965), un mathématicien britannique, célèbre pour ses travaux sur les fonctions spéciales dans le cadre de la théorie de la variable complexe, y est né.

## Source
- (en) Cet article est partiellement ou en totalité issu de l’article de Wikipédia en anglais intitulé « Westward Ho! » (voir la liste des auteurs).